# Frode Estil
Frode Estil (* 31. května 1972, Lierne) je bývalý norský běžec na lyžích.
Je držitelem čtyř olympijských medailí, z toho tři jsou individuální: zlato ze skiatlonu na hrách v Salt Lake City roku 2002, stříbro z patnáctikilometrové trati na stejných hrách a stříbro ze skiatlonu z olympiády v Turíně roku 2006. Krom toho má štafetové zlato ze Salt Lake City. O zlato ze skiatlonu v Salt Lake City se dělí s krajanem Thomasem Alsgaardem, s nímž dosáhl naprosto stejného času. Estil má rovněž jeden individuální titul mistra světa, který vybojoval roku 2005 na padesátikilometrové trati. Další tři zlaté ze světových šampionátů má ze štafet (2001, 2003, 2005). Ve světovém poháru byl v roce 2004 celkově třetí na krátkých tratích. Nejlepším jeho celkovým umístěním za všechny disciplíny bylo páté místo v roce 2002. Dvacetkrát stál ve světovém poháru na pódiu, čtyřikrát na stupínku nejvyšším. V roce 2001 byl zvolen norským sportovcem roku. Estil měl vysokou hladinu hemoglobinu a obdržel zvláštní certifikát od Mezinárodní lyžařské federace, že při testování jeho krve může hladina hemoglobinu dosáhnout úrovně 17,5 gramů na 100 ml krve, zatímco ostatní muži mají limit 17 gramů.